# Бельская депрессия
Бельская депрессия (Бельская впадина, Предгорная депрессия) — крупная отрицательная тектоническая структура первого порядка в Предуральском краевом прогибе. Выделяется в палеозойских и допалеозойских отложениях. Простирается вдоль западного склона Башкирского (Южного) Урала. Длина 150 км, ширина 25—45 км.

## Описание
На севере граничит с Каратауским поднятием, на юге — с Шихано-Ишимбайской седловиной, на западе — с Благовещенской впадиной, на востоке — с Башкирским мегантиклинорием. Средняя часть осложнена субширотным Инзеро-Усольским прогибом.
Бельская депрессия в её центральной части состоит из осадочных пород и разделяется на три яруса
- нижний — докунгурские, пермские, более древние отложения
- средний — включает отложения кунгура, перми и нижнего триаса
- впадины и мульды кунгурских солей.

## Топонимика
Название дано по реке Белой, в бассейне которой находится и имеющая общий наклон с востока на запад — к рекам Белой и Каме.